# Los Remixes 2.0
Los Remixes 2.0 es el segundo álbum de remezclas de A.B. Quintanilla y Los Kumbia Kings. Fue lanzado el 6 de abril de 2004 por EMI Latin. Incluye una versión de una canción de Menudo, "Sabes a Chocolate". Abel Talamántez, miembro de Los Kumbia Kings, fue miembro de Menudo antes.

## Lista de canciones
| N.º | Título                                              | Escritor(es)                                                                                                | Duración |  |
| 1.  | «Sabes a chocolate»                                 | Carlos Villa De La Torre, Alejandro Monroy Fernández                                                        | 3:46     |  |
| 2.  | «Thug Like Me (Koo Koo)» (con Dapper Don)           | Anthony R. "Dapper Don" Gongora, Anthony "Nino B" López                                                     | 3:45     |  |
| 3.  | «I Wish»                                            | A.B. Quintanilla III, Cruz Martínez, Abel Talamántez, Frank Pangelinan, Jacob Ceniceros                     | 3:37     |  |
| 4.  | «No Tengo Dinero (Seb on the Beach House Mix)»      | Juan Gabriel                                                                                                | 7:01     |  |
| 5.  | «Sabes a Chocolate (ROCAsound Electro Phonk Mix)»   | Carlos Villa De La Torre, Alejandro Monroy Fernández                                                        | 6:36     |  |
| 6.  | «Insomnio (ROCAsound Club Mix)»                     | A.B. Quintanilla III, Luigi Giraldo, Chris Pérez                                                            | 6:15     |  |
| 7.  | «No Tengo Dinero (Jorge HM: Deep Remix)»            | Juan Gabriel                                                                                                | 4:59     |  |
| 8.  | «Amores Como el Tuyo (ROCAsound Mix)»               | A.B. Quintanilla III, Cruz Martínez, Luigi Giraldo                                                          | 5:14     |  |
| 9.  | «No Tengo Dinero (Double Helix: Acid Kumbia Remix)» | Juan Gabriel                                                                                                | 6:01     |  |
| 10. | «Insomnio (Mano a Mano Remix)»                      | A.B. Quintanilla III, Luigi Giraldo, Chris Pérez                                                            | 3:37     |  |
| 11. | «Sabes a Chocolate (Licuado Tropical Mix)»          | Carlos Villa De La Torre, Alejandro Monroy Fernández                                                        | 3:45     |  |
| 12. | «Mi Gente (King of Banda Mix)» (con Ozomatli)       | A.B. Quintanilla III, Asdru Sierra, Jiro Yamaguchi, Raúl Pacheco, Justin Poree, Luigi Giraldo, Nir Seroussi | 10:59    |  |